# Radioman (Schauspieler)

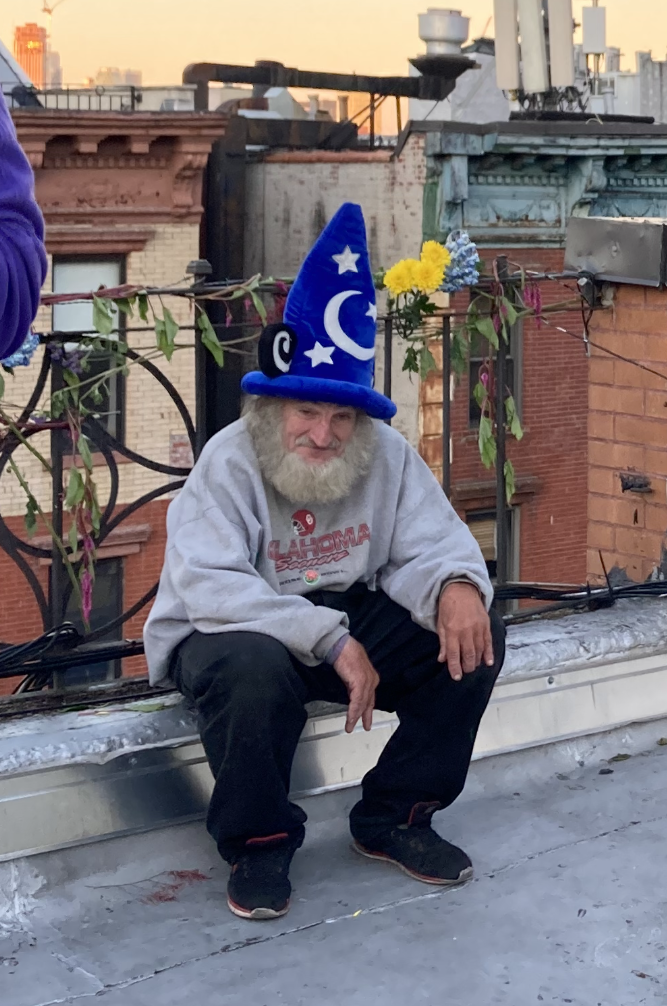
Radioman auf dem Dach eines Gebäudes im East Village von Manhattan 2021.

Craig Castaldo (* 1950), bekannt als Radio Man (oder Radioman) ist ein US-amerikanischer Statist und Nebendarsteller, der durch über 300 Cameo-Auftritte in Filmen und Fernsehsendungen Popularität erlangte. Er ist dafür bekannt, dass er ein Radio um den Hals trägt.

## Leben
Castaldo wuchs in Brooklyn auf. Er arbeitete einst für den U.S. Postal Service. Castaldo diente im Vietnamkrieg. Er war fast zwei Jahre lang obdachlos und wohnte in der Penn Station. Er fand einen Job an einem Zeitungsstand in Manhattan und erhielt eine Sozialwohnung in Brooklyn.
Seinen ersten Auftritt hatte er, als er gebeten wurde, umzuziehen, damit eine Aufnahme an seinem Kiosk gedreht werden konnte. Als er sich weigerte, landete er in der Szene. Zu dieser Zeit war Castaldo obdachlos und litt an Alkoholismus. Er machte sich oft über Schauspieler lustig, die an seinem Kiosk vorbeikamen. 1989 begann er, Filmsets zu besuchen, angefangen mit König der Fischer, in dem er Robin Williams kennenlernte. Mit Hilfe von Teamsters oder Parkverbotsschildern, die auf bevorstehende Dreharbeiten hinweisen, konnte er Filmsets ausfindig machen.
In den 1990er Jahren wurde er wegen Trunkenheit verhaftet und für sechs Monate in eine psychiatrische Klinik eingewiesen, besuchte aber nach seiner Entlassung weiterhin Filmsets. Er gab den Alkohol auf und hat seitdem nicht mehr getrunken. Ab 2004 lebte er in Brooklyn und verdiente sein Geld mit dem Verkauf von Autogrammen sowie mit seinen Filmauftritten.
Der New York Times zufolge ist er Mitglied der Screen Actors Guild auf Lebenszeit und "kennt so gut wie jede Filmproduktion in New York". Als Schauspieler spielt er oftmals Obdachlose.
Er hatte Gastauftritte in den Fernsehserien 30 Rock und It’s Always Sunny in Philadelphia sowie in den Filmen Departed – Unter Feinden, Shutter Island, Zum Glück geküsst, Romance & Cigarettes, Buddy – Der Weihnachtself, Ein Chef zum Verlieben, Glauben ist alles!, Godzilla, Kopfgeld – Einer wird bezahlen!, Big Daddy, Mr. Deeds, Das erstaunliche Leben des Walter Mitty, The Other Woman, Der Bourne Trilogie und anderen Filmen und Fernsehsendungen.
Whoopi Goldberg nahm ihn in einem der Jahre, in denen sie Gastgeberin der Oscar-Verleihung war, als Gaststar zur Veranstaltung mit.

## Dokumentarfilm
Ein Dokumentarfilm über Radio Man mit dem Titel Radioman wurde im April 2012 veröffentlicht und feierte seine Premiere auf dem Dokumentarfilmfestival Hot Docs in Toronto. Unter der Regie von Mary Kerr gewann der Film den Großen Preis der Jury bei Doc NYC. Darin sprechen Stars wie Robin Williams, Whoopi Goldberg, Tom Hanks, Meryl Streep, George Clooney, Josh Brolin, Johnny Depp, Matt Damon, Ricky Gervais, James Gandolfini, Robert Downey Jr., Jude Law, Helen Mirren, Tilda Swinton, Ron Howard, Shia LaBeouf und Tina Fey mit und über Radio Man. Er war bei den Vorführungen des Films anwesend und nahm an den Fragerunden teil.